# Dolne Przedmieście (Bielsko-Biała)
Dolne Przedmieście (niem. Niedervorstadt) – część śródmieścia Bielska-Białej położona na północny wschód od Starego Miasta, historyczne przedmieście miasta Bielska. Od II połowy XIX wieku stanowi funkcjonalnie centralną dzielnicę miasta, znajduje się tu m.in. plac Bolesława Chrobrego, główny dworzec kolejowy i Galeria Sfera. Krajobraz znacznej części Dolnego Przedmieścia kształtuje zabudowa z przełomu XIX i XX wieku wpisująca się w stylistykę „małego Wiednia”, ale zalicza się do niego też industrialny obszar pomiędzy dworcem a rzeką Białą, modernistyczna dzielnica mieszkaniowa Aleje Sułkowskiego czy rejon ulicy Warszawskiej z nowszą, rozproszoną zabudową. Zwyczajowe i historyczne rozumienie Dolnego Przedmieścia ma odzwierciedlenie w nazewnictwie obrębów ewidencyjnych, ale nie jest tożsame z osiedlem (jednostką pomocniczą gminy) o tej samej nazwie, dla którego południową granicę stanowią ulice Wałowa i Jarosława Dąbrowskiego. Pozostała część wchodzi w skład osiedla Śródmieście Bielsko.

## Położenie
Obszar Dolnego Przedmieścia podzielony jest na trzynaście niewielkich obrębów ewidencyjnych oznaczonych kodami TERYT 246101_1.0013—0018, ...0053—0057 oraz ...0081—0082. Jego granice wyznaczają: 
- na wschodzie: rzeka Biała – granica z Białą oraz dzielnicą Obszary położoną w ramach obrębów Lipnik i Komorowice Krakowskie
- na północy: nieregularna linia przecinają kompleks przemysłowy FCA Poland (dawny FSM), a następnie biegnąca w pobliżu linii kolejowej nr 190 – granica z Komorowicami i Starym Bielskiem
- na zachodzie: ulica Starobielska, Słowackiego i nieregularna linia przecinająca Bielski Syjon – granica z Górnym Przedmieściem
- na południu – ulica Orkana, południowa strona placu Chrobrego, ulica Zamkowa i 1 Maja do wysokości nr 20, następnie odbicie w stronę rzeki – granica ze Starym Miastem i Żywieckim Przedmieściem

Osiedle Dolne Przedmieście jako jednostka pomocnicza gminy ograniczone jest na wschodzie rzeką Białą, na północy ulicą Kwiatkowskiego i linią kolejową nr 190, na zachodzie ulicami Listopadową i Grunwaldzką oraz linią biegnąca na zachód od ulicy Słowackiego, na południa ulicami Dąbrowskiego i Wałową. Nie należy więc do niego południowa część stanowiąca jądro Dolnego Przedmieścia historycznego ani żaden fragment Bielskiego Syjonu, należy za to park Słowackiego, gmach Liceum im. Mikołaja Kopernika oraz osiedle mieszkaniowe w rejonie ulicy kpt. Boryczki (ZOR V).

## Historia
Dolne Przedmieście zaczęło kształtować się na północny wschód od miasta lokacyjnego, za „dolną” bramą, wzdłuż drogi na Pszczynę i Oświęcim, pod koniec średniowiecza. Swój rozwój od drugiej połowy XVI wieku zawdzięcza, podobnie jak przedmieście Górne, napływowi sukienników i stopniowemu wzrostowi znaczenia tego rzemiosła dla bielskiej gospodarki. Aż do pierwszych dekad XIX wieku żywy był podział na tzw. wielkomieszczan żyjących w obrębie murów i cieszących się statusem pełnoprawnych obywateli (Bürger) oraz pozbawionych przywilejów „współobywateli” (Mitbürger) z przedmieść.

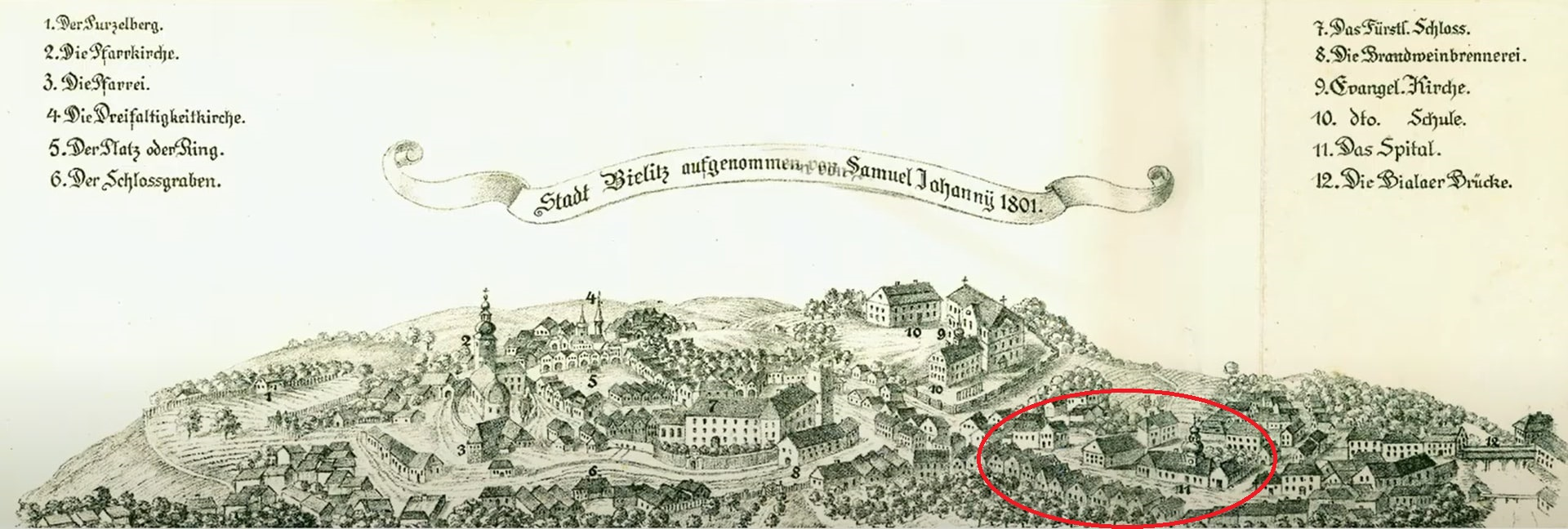
Dolny Rynek na drzeworycie przedstawiającym Bielsko w 1801

W okresie wczesnonowożytnym Dolne Przedmieście było mniej znaczące od Górnego, co zmieniło się wraz z rewolucją przemysłową. Dzięki korzystnemu położeniu nad wodą – nad rzeką Białą oraz wpływającym do niej potokiem Niper (skanalizowanym w 1860), z którym z kolei pod zamkiem łączyła się Młynówka – to właśnie tu ulokowano pierwsze bielskie fabryki włókiennicze. Za najstarszą uznaje się fabrykę raszu Johanna Georga Mänhardta założoną w 1760 na dzisiejszym Placu Fabrycznym. W 1772 na Dolnym Przedmieściu znajdowało się 145 lub 147 domów, do roku 1819 liczba ta zwiększyła się do 176. Centrum stanowił Dolny Rynek – dzisiejszy plac Franciszka Smolki, przy którym do wielkiego pożaru w 1808 wznosiły się kościół filialny św. Anny oraz miejski szpital. Wraz z kolejnymi zakładami przemysłowymi zabudowywały się dzisiejsze ulice 11 Listopada, Barlickiego i Cechowa, a także rejon placu Garncarskiego (dziś Chrobrego). Według spisu kościelnego z 1823 na Dolnym Przedmieściu mieszkało 2 193 osób, co stanowiło 30,8% wszystkich mieszkańców Bielska.

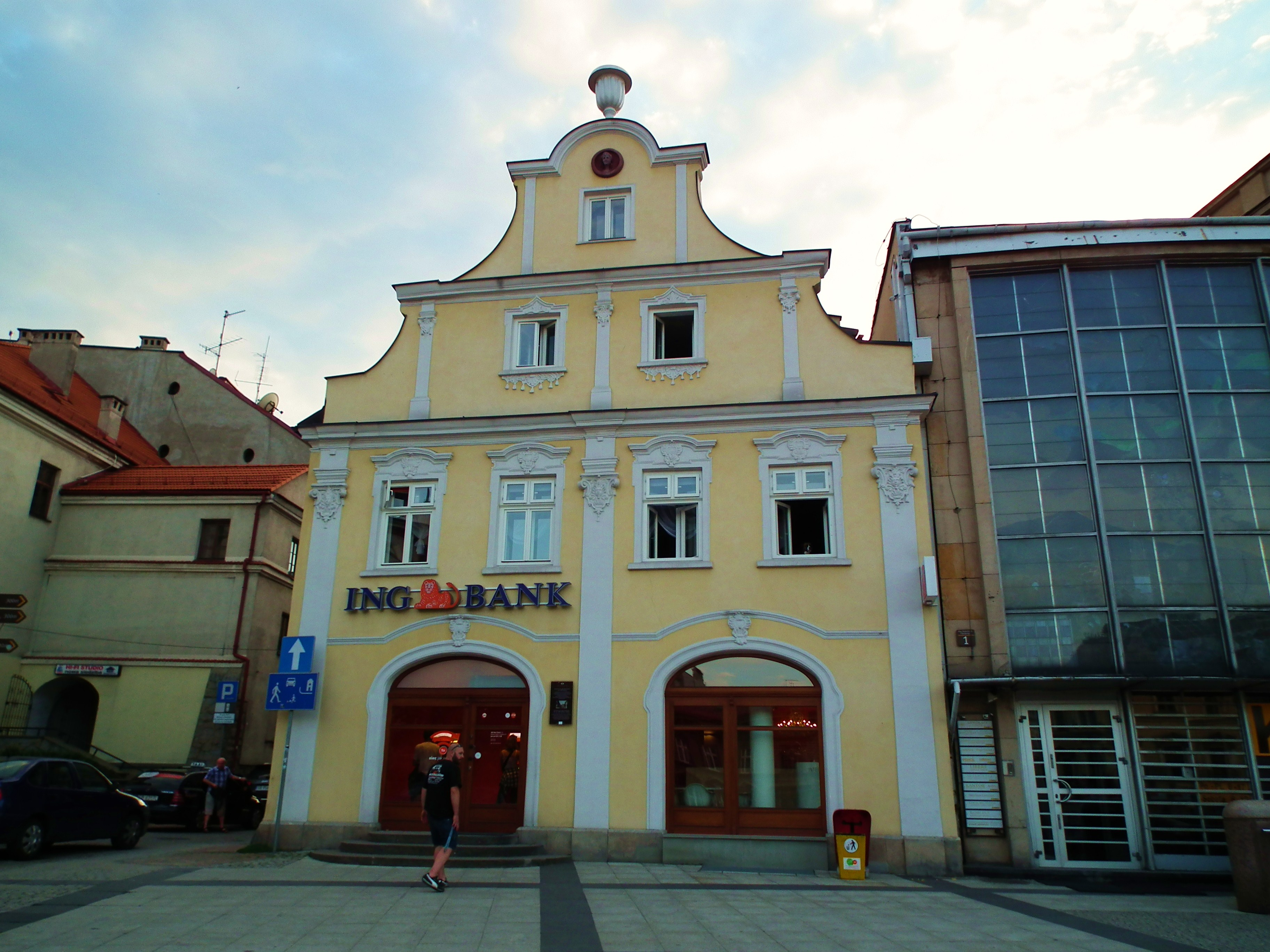
Kamienica Kałuży

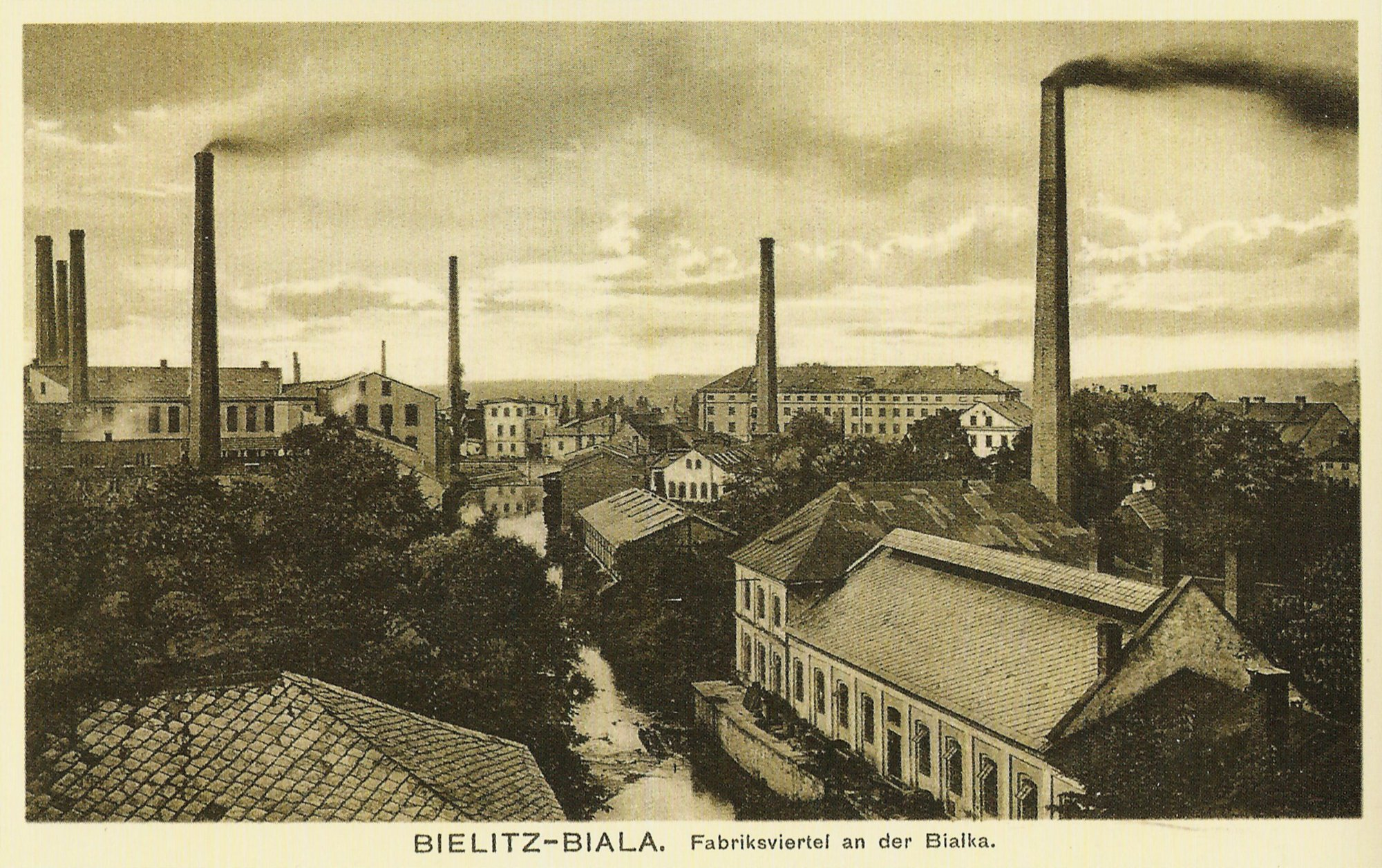
Przemysłowa część Dolnego Przedmieścia (na lewym brzegu) około 1915

Przy wydzieleniu Żywieckiego Przedmieścia z Górnego w 1824 doszło jednocześnie do poszerzenia granic przedmieścia Dolnego, do którego zaczęto zaliczać od tej pory również teren ogrodu zamkowego (Aleje Sułkowskiego) i teren po wschodniej stronie ulicy Pastornak (dziś 1 Maja), na którym wzniesiono później gmach teatru. Bielski Syjon usytuowany był na pograniczu Dolnego i Górnego Przedmieścia. Do najstarszych zachowanych zabytków architektury na Dolnym Przedmieściu należą późnobarokowa kamienica Kałuży na placu Chrobrego 1, dawny zajazd na rogu ulic 11 Listopada i Barlickiego oraz tzw. dom Bathelta, w którym działała manufaktura sukna, przy ulicy Słowackiego 4.

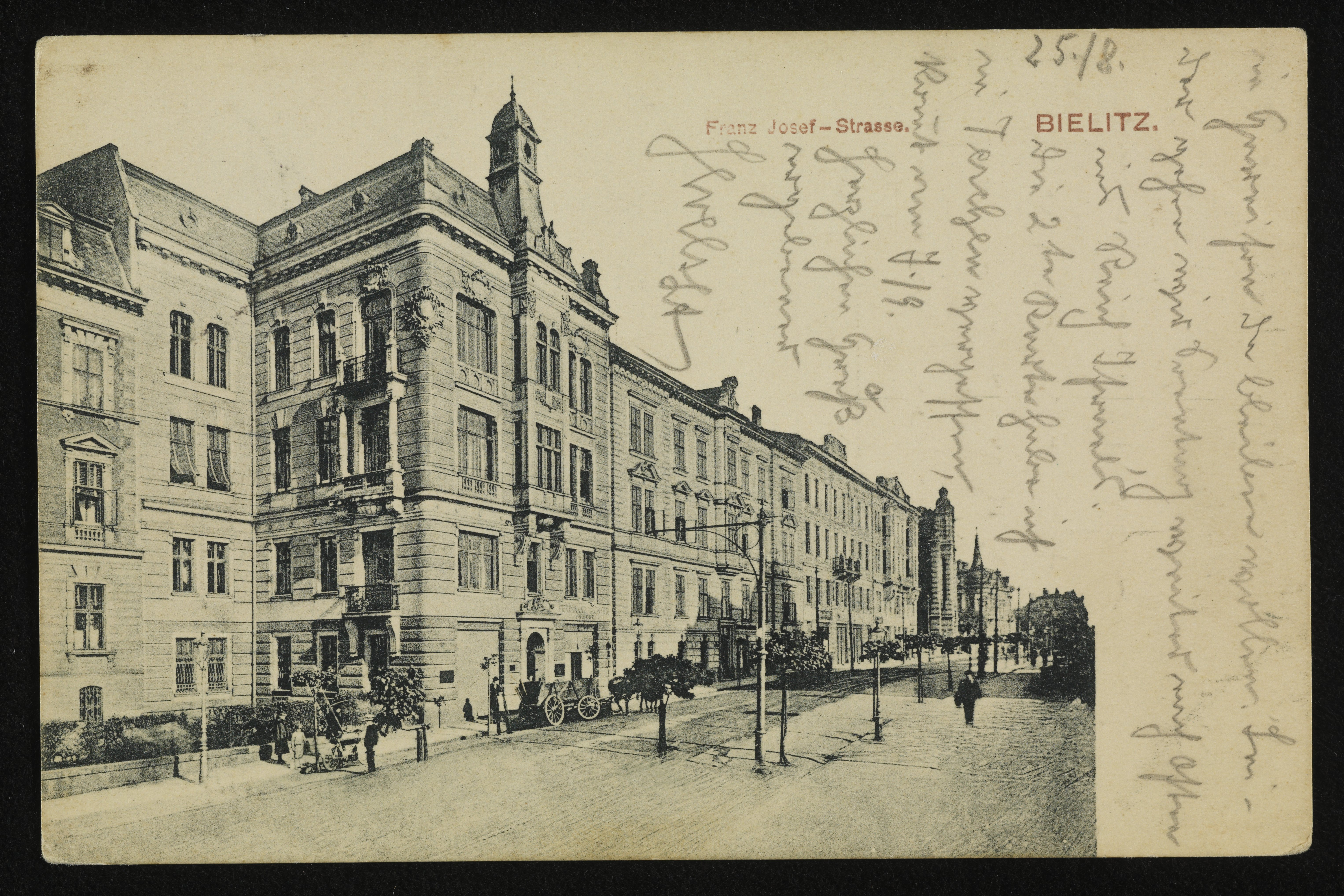
Franz-Joseph-Straße (ulica 3 Maja) na pocztówce z 1905

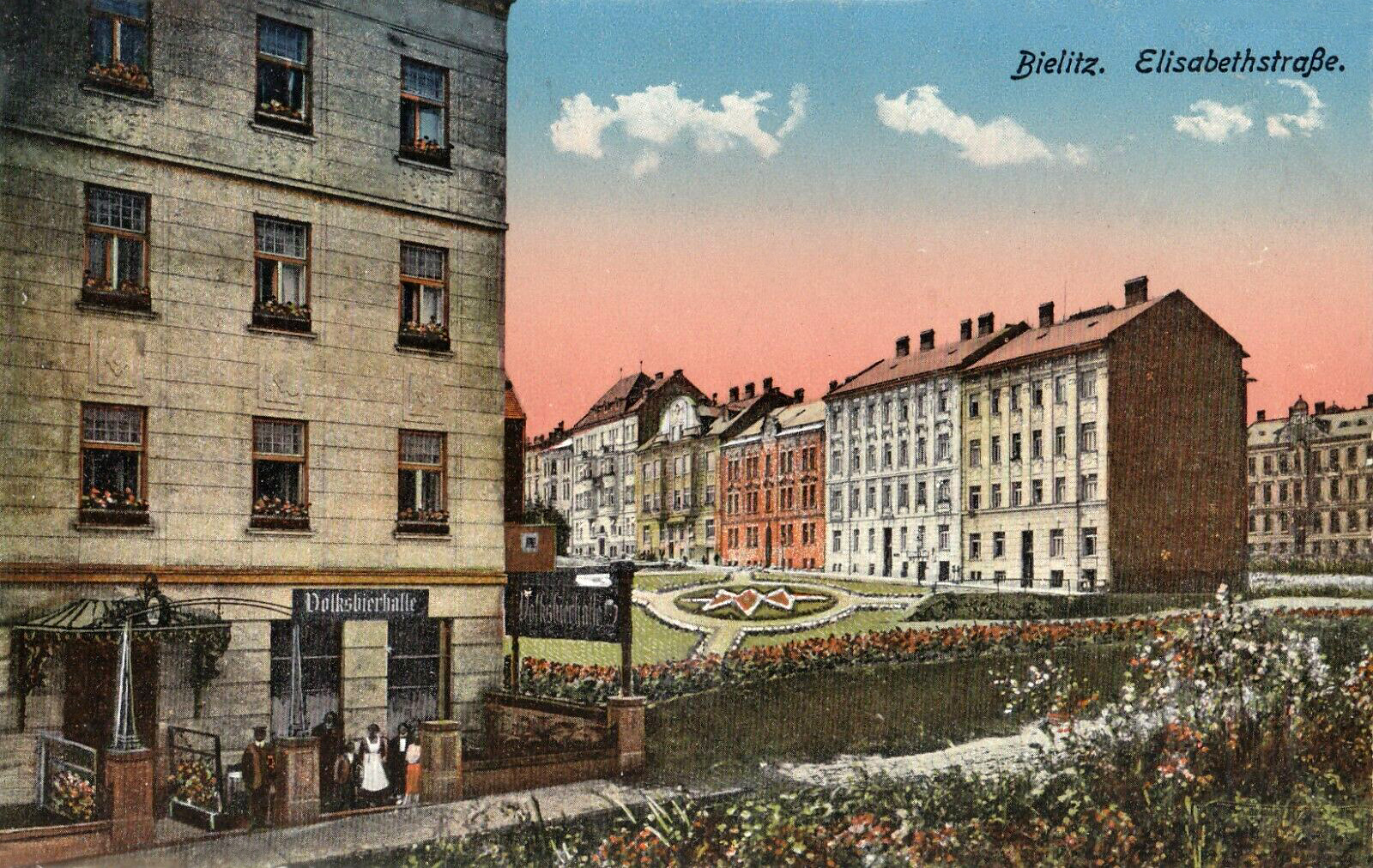
Elisabethstraße (ulica Mickiewicza) na pocztówce z około 1912

W 1855 Bielsko uzyskało połączenie kolejowe poprzez odnogę Kolei Północnej łączącej Wiedeń z Krakowem. Dworzec usytuowano na Dolnym Przedmieściu, około 500 m na północ od Dolnego Rynku, co zwiększyło znaczenie dotychczasowej Drogi Pszczyńskiej (Pleßer Weg), od teraz ulicy Kolejowej (Bahnhofstraße, dzisiejsza Barlickiego). W 1876 przedłużono linię do Żywca, przebijając pod wówczas już zabudowaną częścią Dolnego Przedmieścia tunel o długości 268 m. W 1889 w związku z budową nowego dworca kolejowego położonego jeszcze bardziej na północ wytyczono Franz-Joseph-Straße, dzisiejszą ulicę 3 Maja, która do końca stulecia stała się główną reprezentacyjną aleją miasta. Zakłady przemysłowe stopniowo przesuwały się w kierunku północnym, skupiając się w szczególności w rejonie dzisiejszych ulic Mostowa, Podwale i Grażyńskiego, podczas gdy obszar wokół obecnych placów Smolki i Chrobrego zyskał rolę faktycznego centrum miasta. Pod koniec XIX wieku to właśnie na Dolnym Przedmieściu wzniesiono najwięcej obiektów, które stanowią współcześnie ikoniczne zabytki „małego Wiednia”.
W 1851 na Dolnym Przedmieściu mieszkało 2 170 osób, co stanowiło 29,6% ludności całego Bielska. Do roku 1910 liczba mieszkańców wzrosła do 5 691 (30,6%) – spośród tych 85,8% było niemiecko-, 13,4% polsko-, a 0,8% czeskojęzycznych; 48,5% katolików, 18,6% protestantów i 32,6% żydów. Na terenie dzielnicy znajdowało się wtedy 291 budynków mieszkalnych.

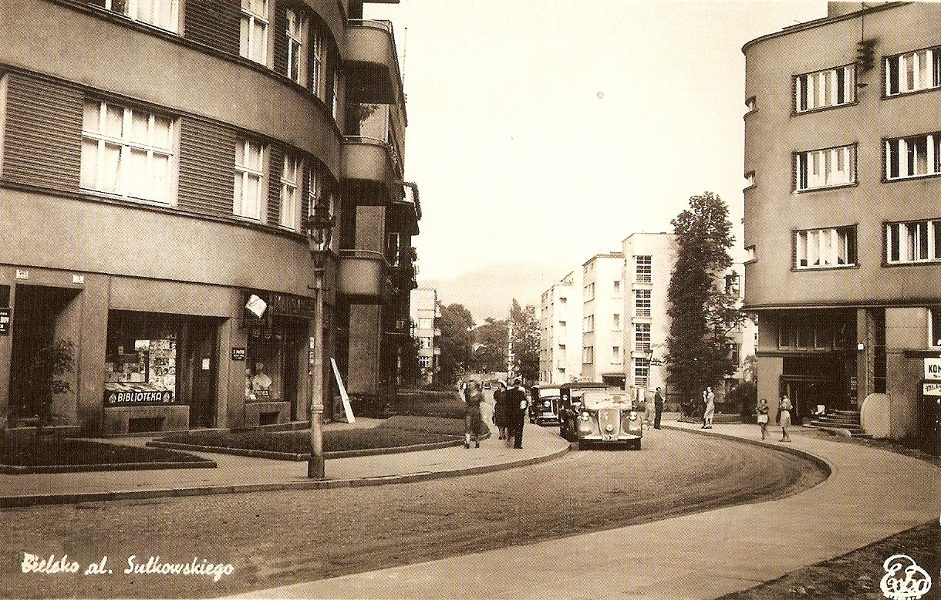
Dzielnica modernistyczna (Aleje Sułkowskiego) w latach 30.

Największymi zmianami w układzie przestrzennym Dolnego Przedmieścia dokonanymi w okresie międzywojennym były: przekształcenie do obecnej formy placu Chrobrego oraz budowa modernistycznej dzielnicy mieszkaniowej na terenie dawnego ogrodu zamkowego rozparcelowanego w 1934. W 1928 oddano do użytku niewielkie osiedle urzędnicze imienia Michała Grażyńskiego na północnych peryferiach dzielnicy. W latach 1950–1954 w rejonie ulic Żeromskiego i Piastowskiej powstało pierwsze w Bielsku-Białej osiedle bloków noszące wtedy nazwę ZOR I. W dekadzie lat 70. dokonano przebudowy układu komunikacyjnego, w ramach której ulica 3 Maja (wówczas Lenina) została przekształcona w dwupasmową przelotową arterię i wyburzono tzw. Wysoki Trotuar pod zamkiem. Jednocześnie powstały obecna ulica Warszawska i nowy dworzec autobusowy, a także wybudowano nowy most na Białej w ciągu ulicy Stojałowskiego (wtedy Koniewa), co pozwoliło na przekształcenie ulicy 11 Listopada (Dzierżyńskiego) w strefę pieszą. Po 1989 zlikwidowana została duża część zakładów przemysłowych w północno-wschodniej części Dolnego Przedmieścia. W latach 2000–2001 i 2007–2009 w dwóch etapach wzniesiono na miejscu opuszczonych fabryk włókienniczych Lenko i Finex w rejonie ulicy Mostowej wielki kompleks handlowo-usługowy Galeria Sfera.

## Zabytki i atrakcje turystyczne
- plac Bolesława Chrobrego („Pigal”)
  - zespół Komunalnej Kasy Oszczędności z pasażem (1910) i kamienicą Patria (1889)
  - nowy gmach Komunalnej Kasy Oszczędności z witrażową panoramą miasta (1938)
  - kamienica Kałuży
- Teatr Polski (1890)
- Teatr Lalek Banialuka
- Galeria Bielska BWA
- hotel President (1893)
- budynek dworca kolejowego Bielsko-Biała Główna (1890)
- willa Theodora Sixta (ul. Mickiewicza 24, 1883), oddział Galerii Bielskiej BWA
- willa Carla Korna (ul. Mickiewicza 21, 1883)
- willa Hermanna Schneidera (ul. Mickiewicza 27, 1904)
- ciągi zwartej zabudowy kamienicznej wzdłuż ulic 3 Maja, 11 Listopada, Barlickiego, Cechowej, Adama Mickiewicza
  - kamienica Wiktora Burdy z nadrzeczną fasadą przy moście na ulicy 11 Listopada (1893)
  - pałacyk Alfreda Michla (1895)
  - kamienica przy ul. Barlickiego 1 projektu Maxa Fabianiego (1900)
- gmach szkół średnich przy ul. Słowackiego (1883)
- gmach Sądu Rejonowego przy ul. Mickiewicza, d. siedziba żydowskiej gminy wyznaniowej (1904)
- zespół gmachów publicznych przy ulicy Theodora Sixta:
  - Bielska Szkoła Przemysłowa (1912)
  - I Urząd Skarbowy, d. Zakłady Górnicze Silesia (1921)
  - Zakład Ubezpieczeń Społecznych (1927)
  - Narodowy Bank Polski (1930)
- Aleje Sułkowskiego
- gazownia miejska (1864)
- zabudowa dzielnicy przemysłowej w rejonie ulic Podwale, Stanisława Okrzei i Michała Grażyńskiego
- pomnik Bolka i Lolka przy Galerii Sfera

Historycznie i zgodnie z podziałem obrębów ewidencyjnych do Dolnego Przedmieścia zalicza się również część Bielskiego Syjonu z kościołem Zbawiciela i pomnikiem Marcina Lutra. Nie należy do niego za to park im. Juliusza Słowackiego i siedziba Bielskiego Centrum Kultury, które są jednak z Dolnym Przedmieściem urbanistycznie i funkcjonalnie ściśle powiązane i należą do osiedla o tej nazwie.

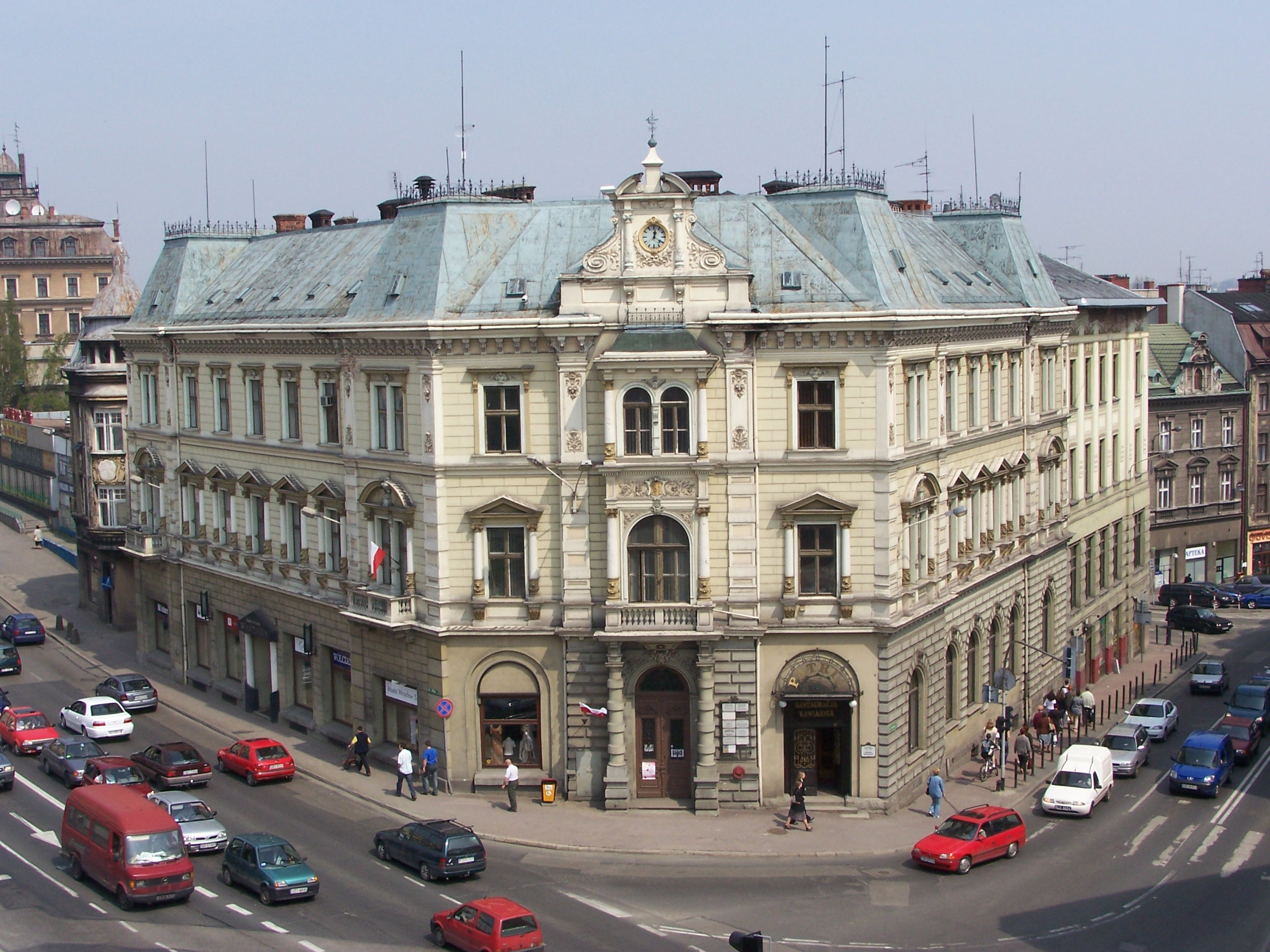
Kamienica Patria
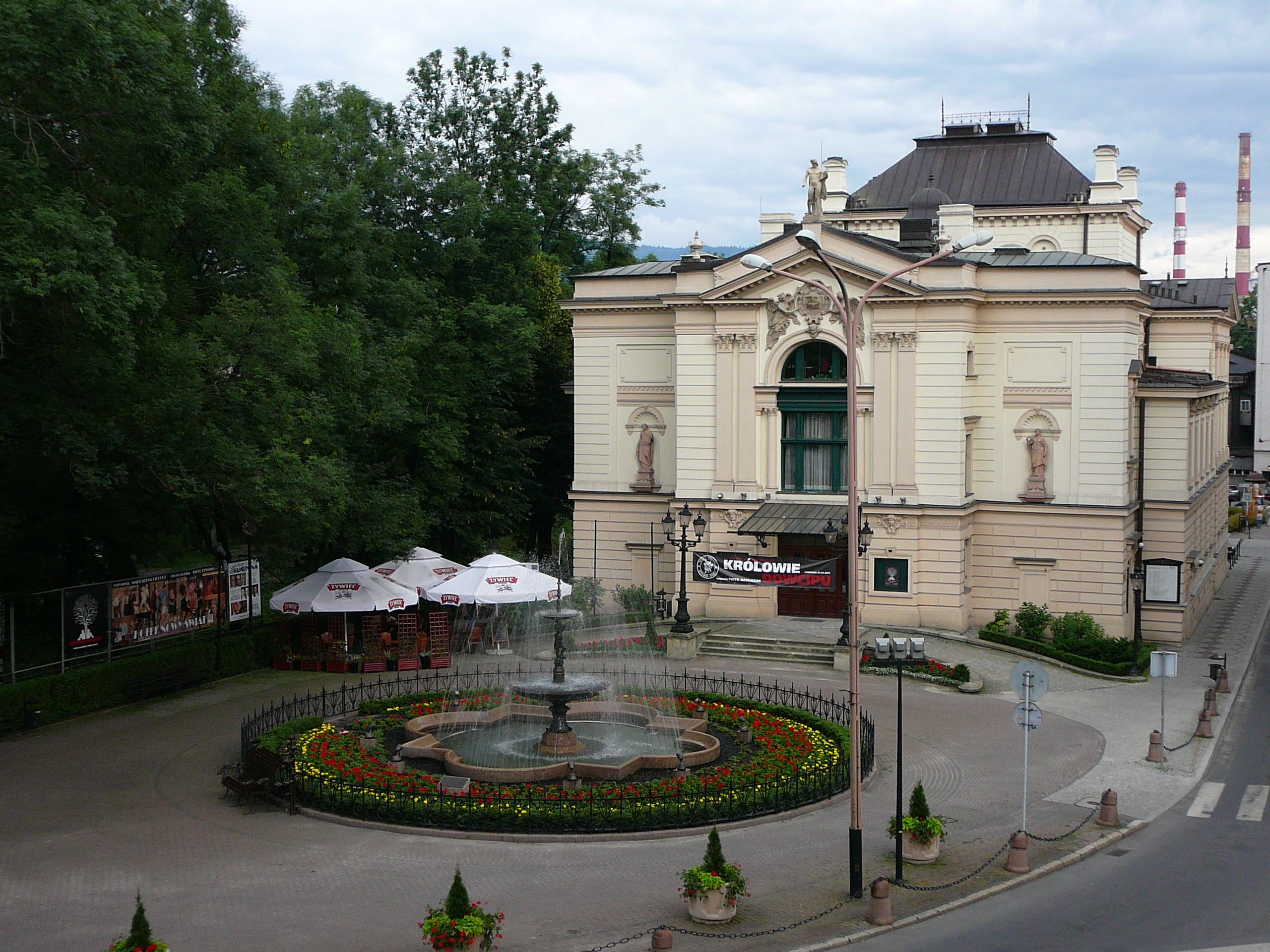
Teatr Polski
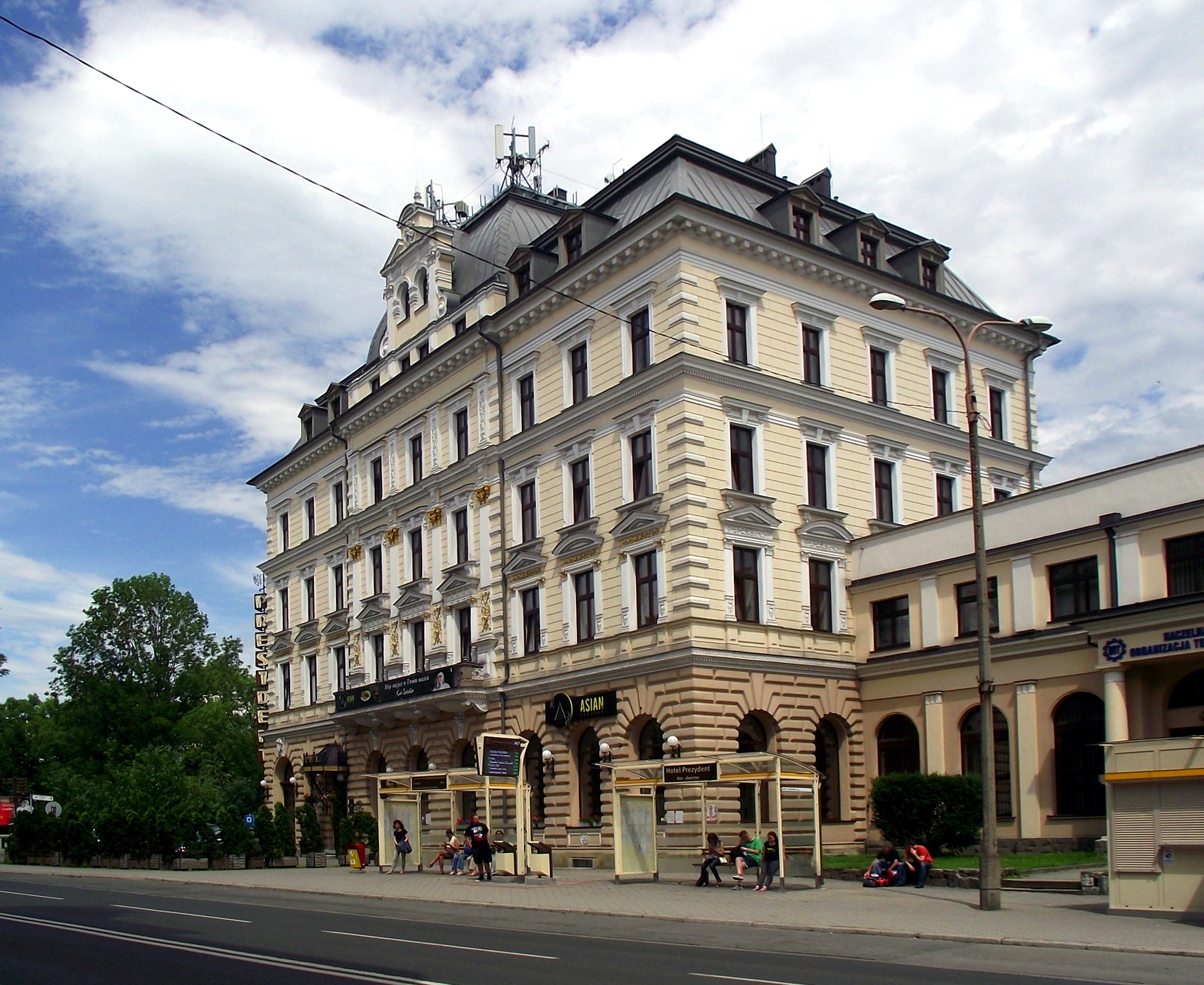
Hotel President
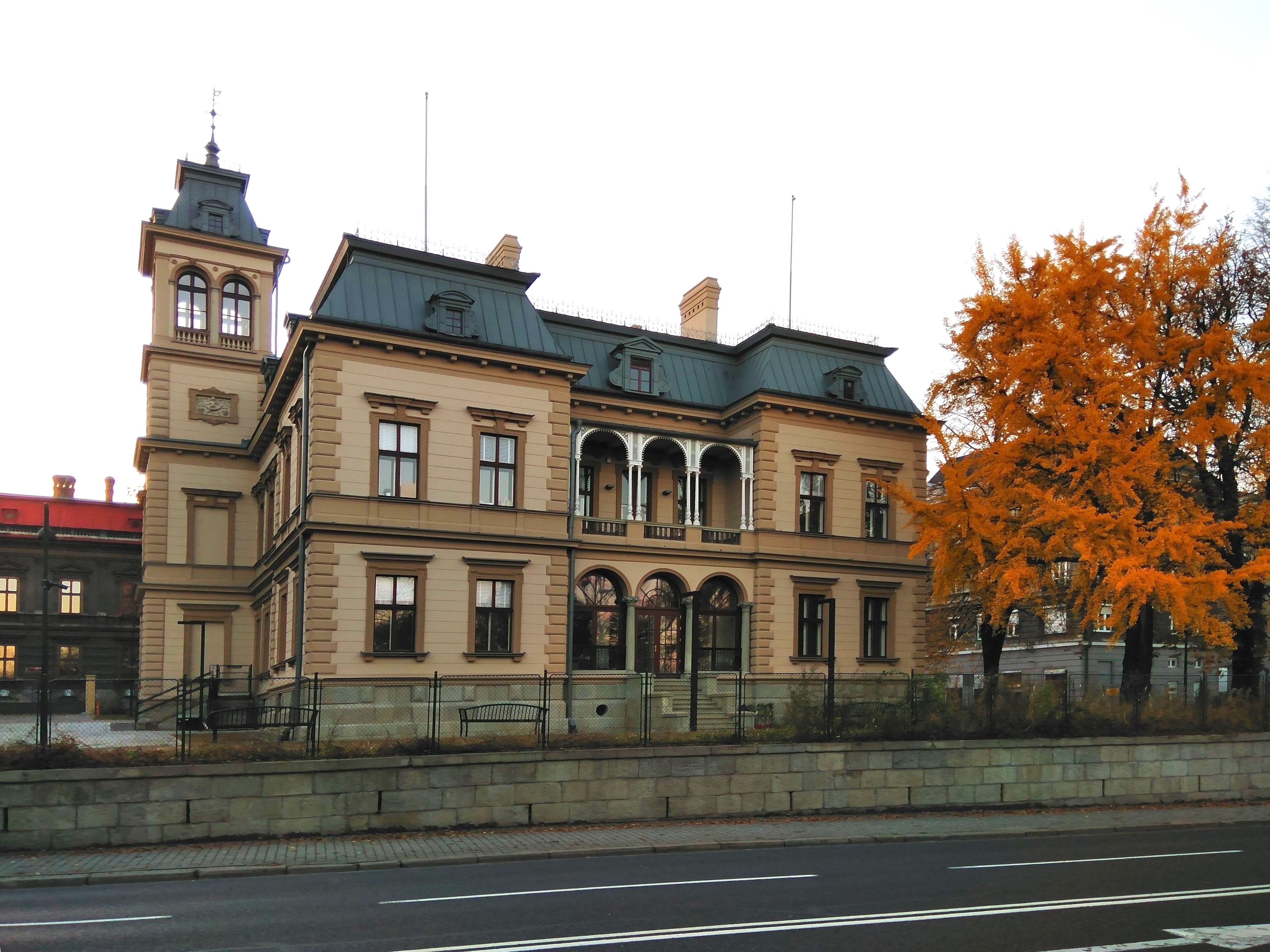
Willa Theodora Sixta
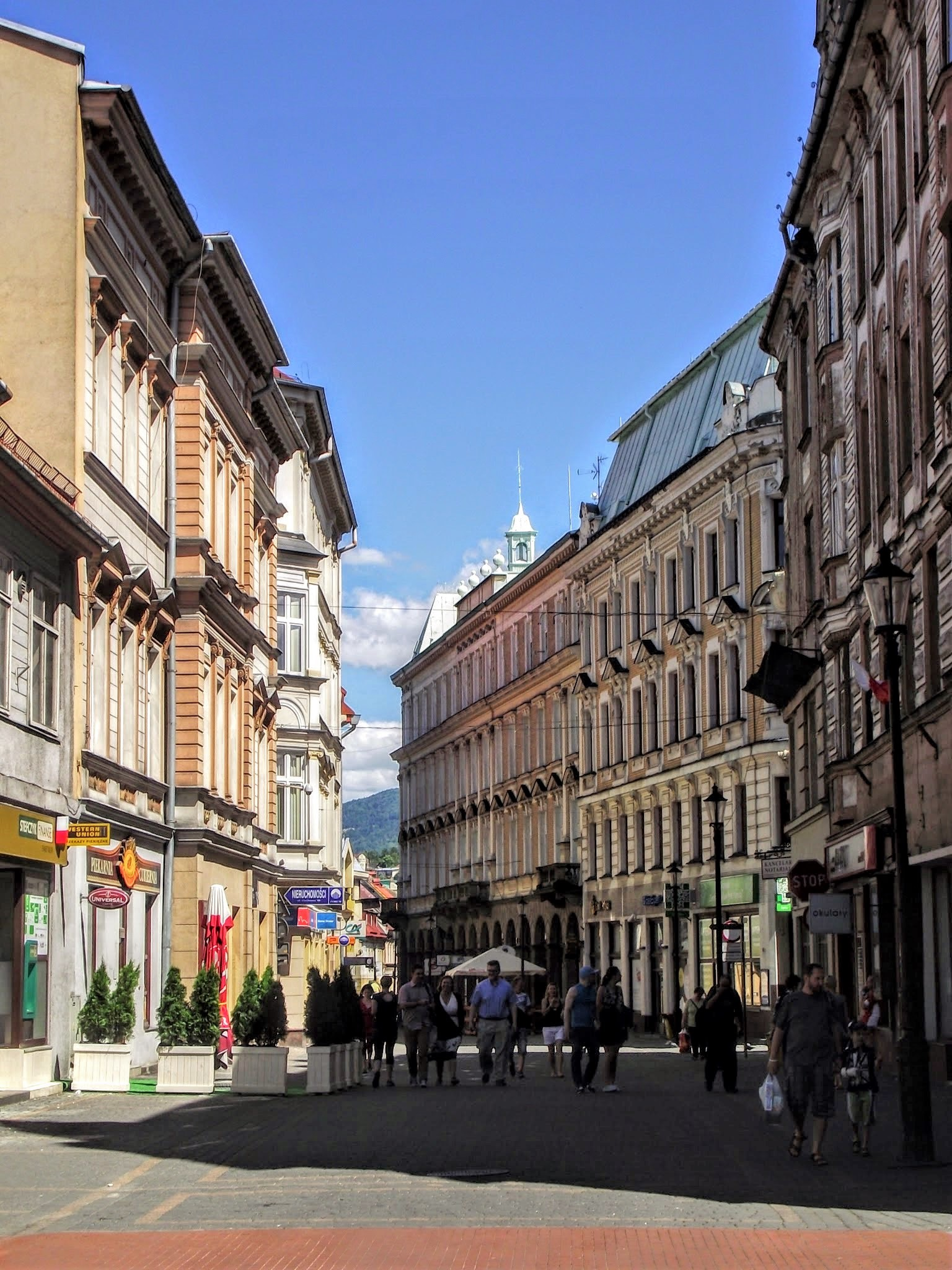
Ulica 11 Listopada
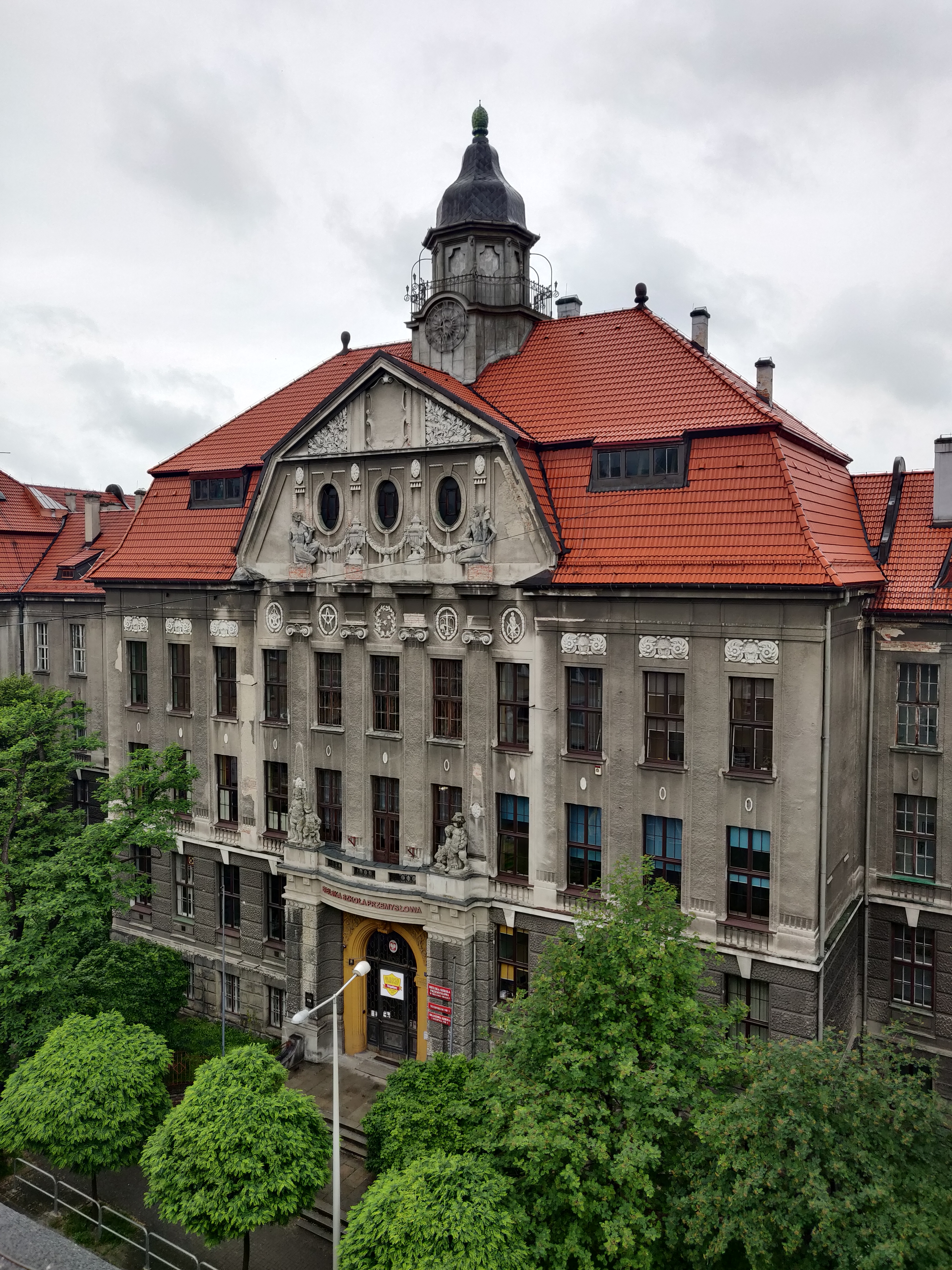
Bielska Szkoła Przemysłowa
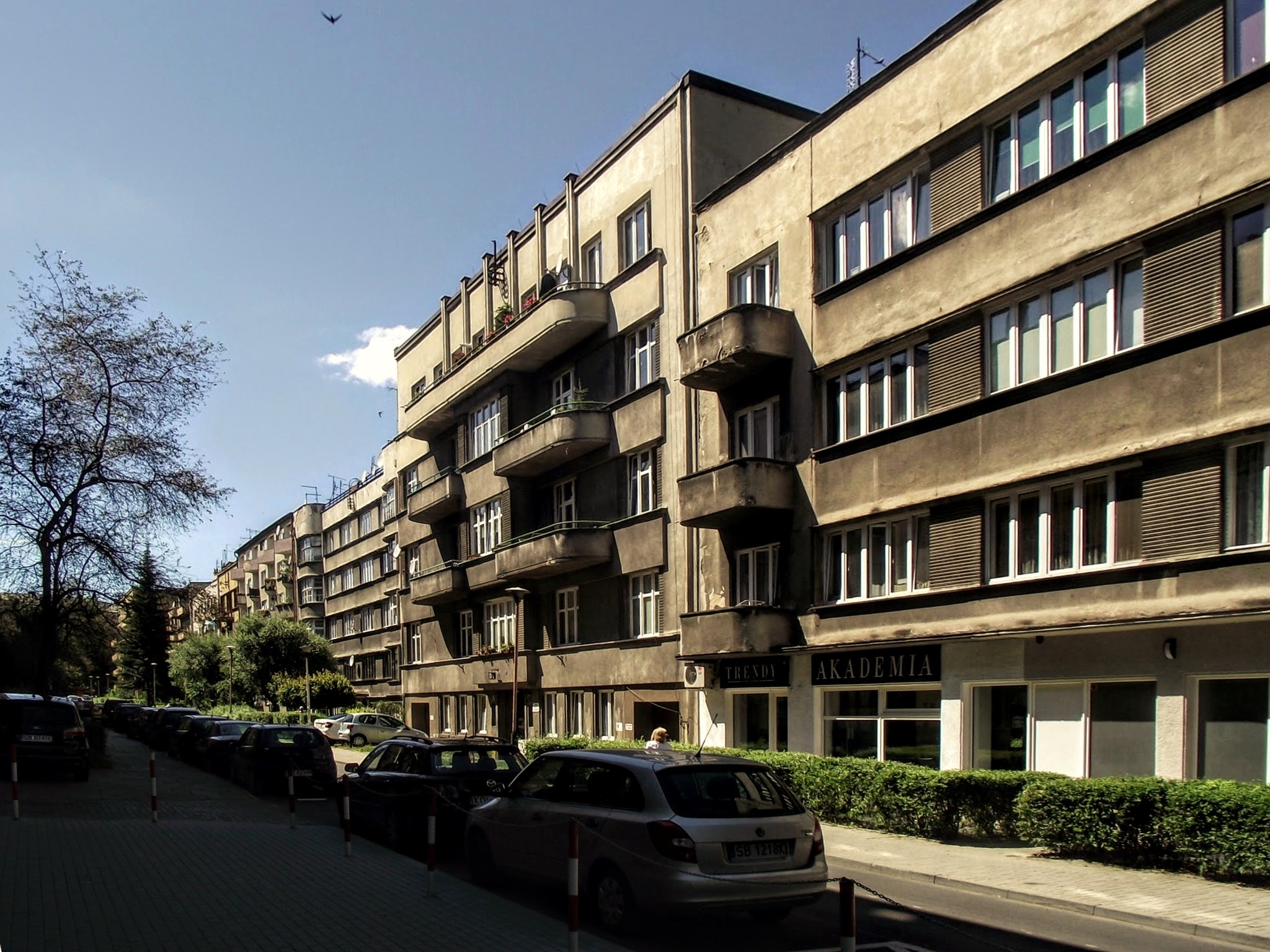
Ulica Bohaterów Warszawy w Alejach Sułkowskiego
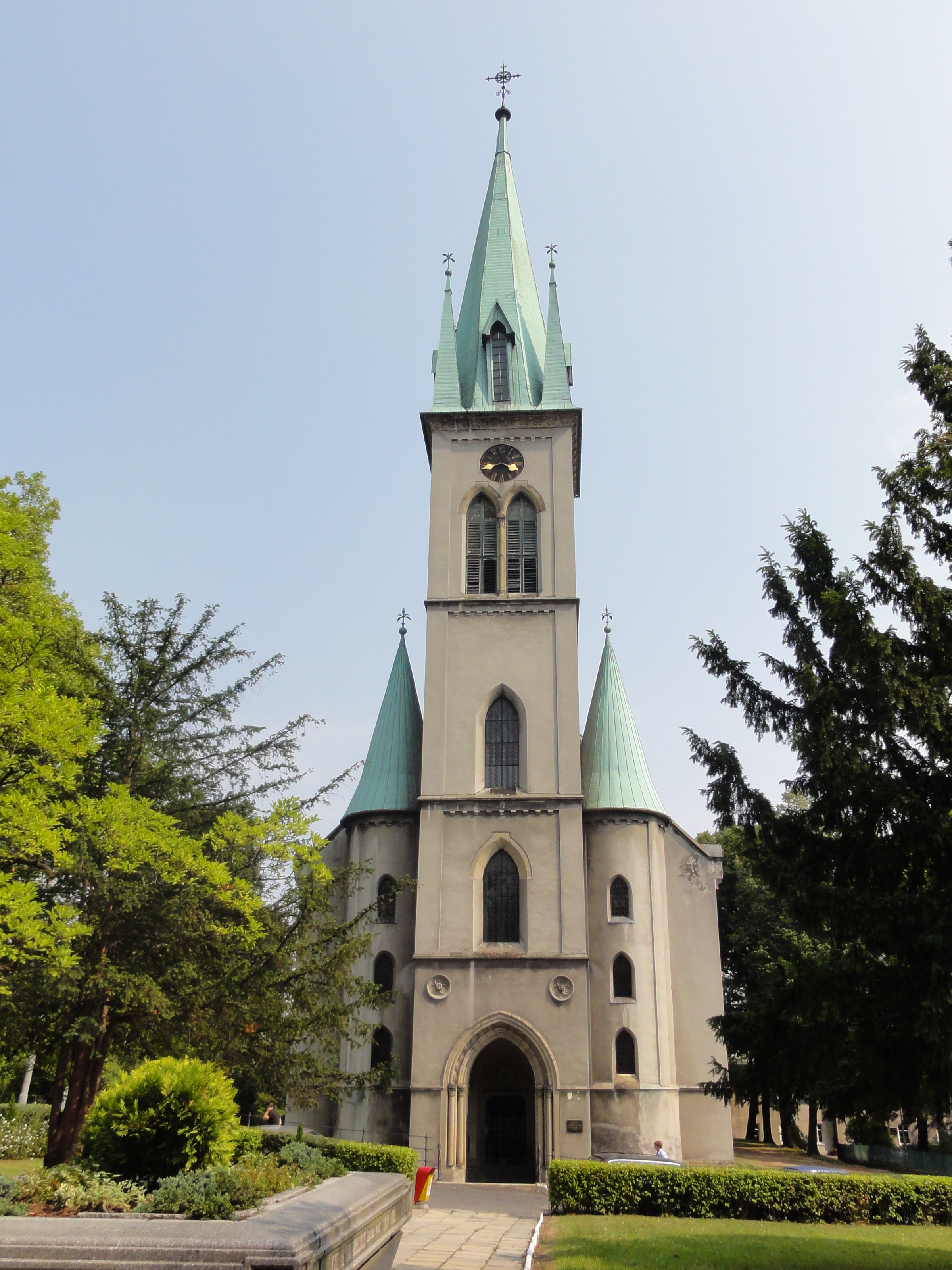
Kościół Zbawiciela

## Komunikacja

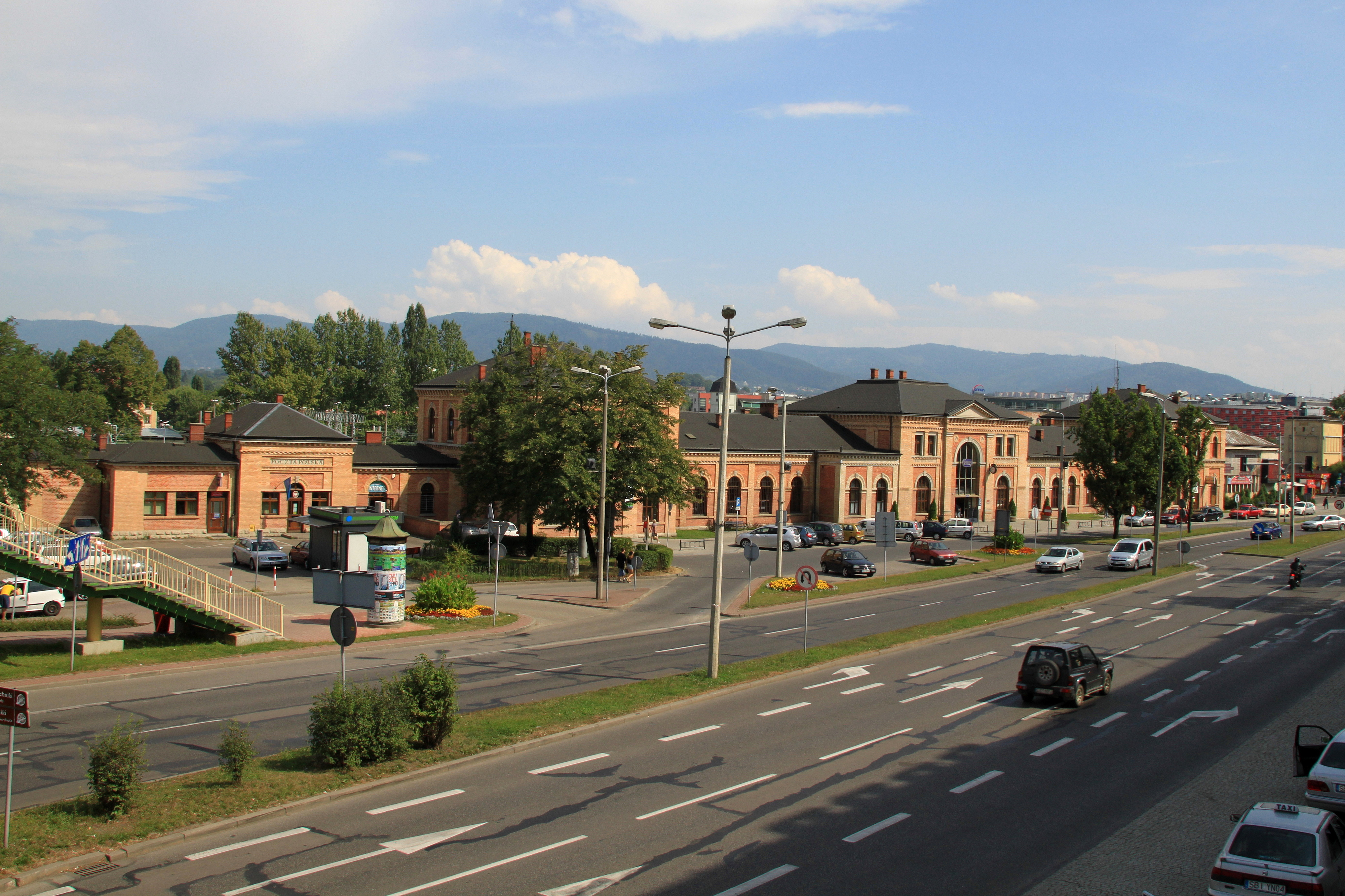
Dworzec Bielsko-Biała Główna

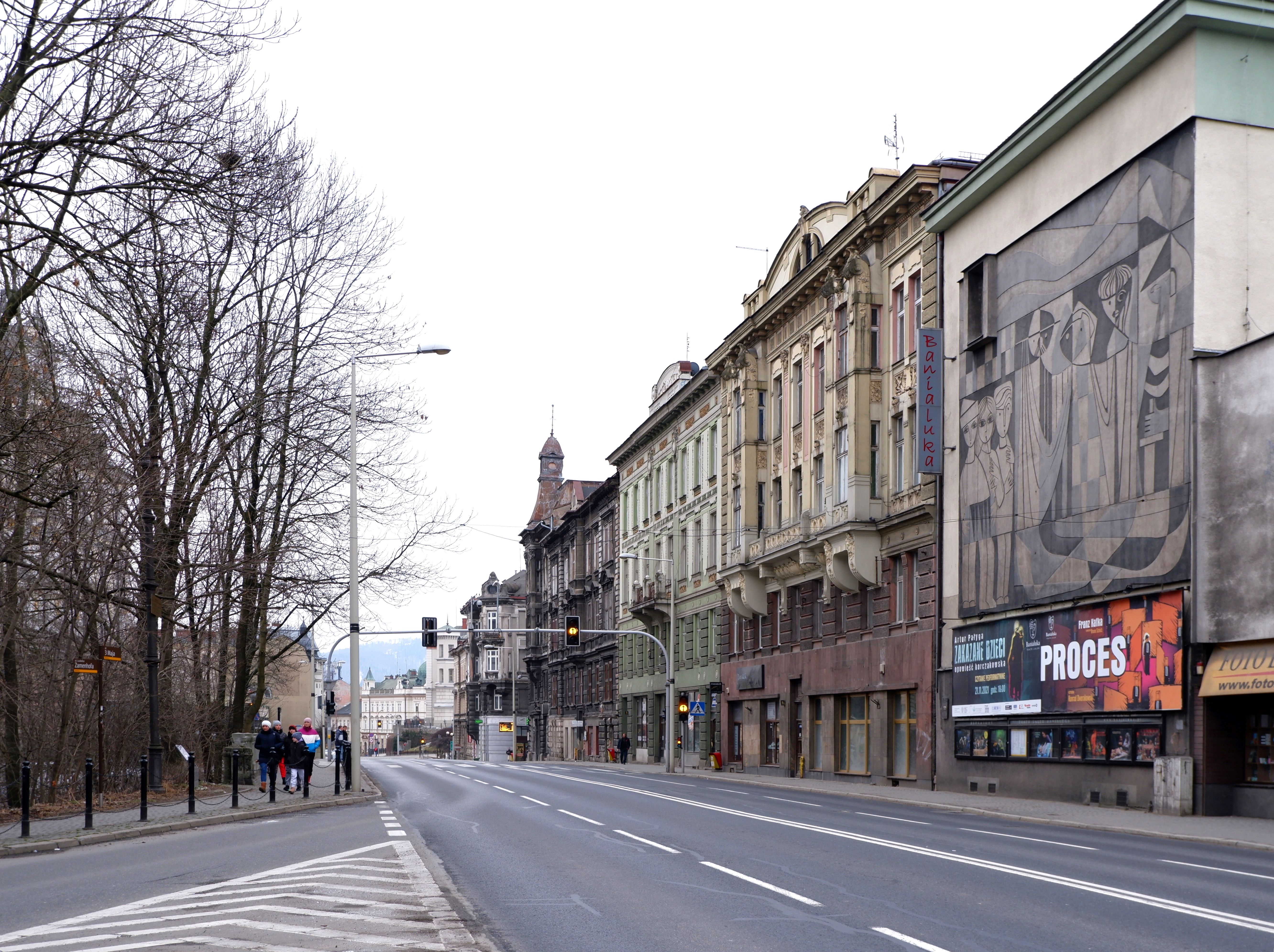
Ulica 3 Maja

Na terenie Dolnego Przedmieścia znajduje się dworzec Bielsko-Biała Główna, najważniejsza stacja kolejowa w mieście położona na trasie linii kolejowej nr 139, która przecina dzielnicę południkowo, w tym częściowo poprzez tunel pod ulicą 3 Maja. Północno-zachodnią granicę dzielnicy tworzy z niewielkimi odchyleniami nieużywana obecnie linia kolejowa nr 190 w kierunku Cieszyna. Na peryferiach, ale wciąż w granicach Dolnego Przedmieścia leżą przystanki Bielsko-Biała Północ oraz Bielsko-Biała Zachód, a także krótki odcinek linii kolejowej nr 117.
Rejon dworca Bielsko-Biała Główna stanowi najważniejszy węzeł komunikacji publicznej w mieście. Znajduje się tu dworzec autobusowy, z którego korzysta Komunikacja Beskidzka (dawny PKS Bielsko-Biała) oraz linie dalekobieżne. Zespół przystanków 3 Maja Dworzec, Warszawska Dworzec,  Piastowska Dworzec i Podwale Dworzec jest obsługiwany łącznie przez 35 ze wszystkich 43 istniejących (stan 2022) linii autobusowych MZK Bielsko-Biała, dwie linie PKM Czechowice-Dziedzice oraz licznych prywatnych przewoźników międzymiastowych. Do najbardziej uczęszczanych przystanków w mieście należą też dwa inne na terenie Dolnego Przedmieścia: Hotel Prezydent (19 linii MZK + Komunikacja Beskidzka i przewoźnicy prywatni) oraz Wałowa Centrum Handlowe przy Galerii Sfera (10 linii MZK i jedna PKM + Komunikacja Beskidzka i przewoźnicy prywatni).
W osi północ–południe Dolne Przedmieście przecina dwupasmowy przelotowy ciąg komunikacyjny tworzony ulicami Warszawską i 3 Maja, który w przeszłości był częścią drogi wojewódzkiej nr 942. Inne główne drogi dzielnicy to: ulica Piastowska prowadząca od dworca kolejowego w kierunku zachodnim, a także te prowadzące w kierunku mostów do prawobrzeżnej części miasta (Białej) – ulica Wałowa, ciąg Wzgórze–plac Smolki–Stojałowskiego oraz ulica Eugeniusza Kwiatkowskiego. Mosty samochodowe (poza wymienionymi również jeden mniejszy na ulicy Kołłątaja) uzupełnia most pieszy w ciągu ulicy 11 Listopada oraz kładki: pomiędzy Alejami Sułkowskiego a placem Ratuszowym, w ciągu ulicy Nad Białą i cztery przy Galerii Sfera. Część Dolnego Przedmieścia o zwartej śródmiejskiej zabudowie leżąca na południe od linii Wałowa–dworzec–Piastowska jest objęta strefą płatnego parkowania.